# تفسیر القرآن الکریم
تفسیر القران الکریم یا تفسیر ملاصدرا تفسیر برخی از سوره‌های قرآنی است که توسط صدرالدین محمد بن ابراهیم قوام شیرازی معروف به مُلاصَدرا یا صدرالمتألهین در مدت بیست سال در قالب رساله‌های مجزا نوشته شده‌است.

## مؤلف
ملاصدرا در روز نهم جمادی‌الاول سال ۹۷۹ قمری (هفدهم مهر ۹۵۰، ۱۵۷۱ میلادی)، در شیراز و در محله قوام زاده شد. پدرش شاه محمد خدابنده مردی دانشمند و وزیر حاکم منطقه فارس بود لذا وی در یک خانواده اشرافی زندگی می‌کرد. در شش سالگی به همراه پدر به قزوین رفت و در آنجا از محضر شیخ بهاء الدین و میرداماد بهره می‌برد. سپس باانتقال پایتخت همراه آنان به اصفهان می‌آید. ملاصدرا پس از کسب درجه اجتهاد به تدریس می‌پردازد. بخاطر تفاوت در نظراتش او را به بدعت در دین متهم می‌کنند و در نهایت از اصفهان تبعید می‌شود به کهک قم می‌رود.
در سال ۱۰۴۰ به سبب دعوت حاکم فارس به شیراز می‌رود و مدرسه ای تازه ساخت در اختیار وی قرار می‌دهد. ملاصدرا در سال ۱۰۵۰ در جریان سفر به حج در بصره فوت می‌کند و در نجف دفن می‌شود.

## کلیات
تفسیر ملاصدرا از رساله‌های مختلفی و مجزایی تشکیل شده‌است که عبارتند از: آیت الکرسی، سوره فاتحه، سوره بقره تا آیه۶۶، سوره یس، سوره نور، سوره طارق، سوره اعلی، سوره زلزال، سوره واقعه، سوره حدید، سوره جمعه، سوره سجده، سوره ضحی، سوره طلاق، سوره کافرون.

## روش‌شناسی
ملاصدرا عالم را به سه گونه دنیا، آخرت و عالم الاهیت می‌دانسته و معتقد بود که الفاظ قرآن گاهی بر پدیدارهای آشکار و محسوس (دنیا) دلالت داشته، گاهی بر سر حقیقت و باطن (آخرت) دلالت داشته و گاهی هم بر سر باطن (عالم الاهیت) دلالت داشته‌است؛ لذا ملاصدرا از کسانی که تفسیر قران را محدود به بحث‌های لغوی، ادبی، نقل روایات و قرائت کرده‌اند انقلاب می‌کند و آنان را بندگان مذاهب و آرای هوا و خواهندگان نفس می‌خواند.

## شیوه نگارش
مفسر در مرحله اول نظرات و عقاید مفسران مشهور در موضوعات لغوی، روایی، اختلاف قرائات را می‌آورد و به نقد و بررسی آنها می‌پردازد. وی در موارد بسیاری برای تفسیر آیات از آیات دیگر استفاده می‌کند. به طور نمونه در تفسیر سوره فاتحه که هفت آیه دارد، بیش از صد بار به آیات دیگر استناد می‌کند. سپس در مرحله دوم مطالبی از خود یا کسانیکه آنها را اهل کشف و اشاره می‌نامد، مطالبی از لطایف عرفانی و حکمتی می‌آورد. وی در این مرحله از سخنان خواجه عبدالله انصاری، بایزید بسطامی، جنید بغدادی، سهل تستری، غزالی، ابن عربی و شارحان ابن عربی استفاده می‌کند. وی همچنین از اشعار عرفانی مولوی، عطار و سنایی که آنها را حکیم می‌نامد استفاده کرده‌است.

## مکاشفه نور
مکتب تفسیری ملا صدرا در راستای کشف، تبیین، ابهام زدایی و روشنگری آیات وحی و در خدمت به ساحت قرآن است.